# Maurits Benjamin Mendes da Costa
Maurits Benjamin Mendes da Costa (Amsterdam, 16 mei 1851 – aldaar, 18 augustus 1938) was een Nederlands leraar klassieke talen en schrijver.

## Biografie
Maurits Benjamin Mendes da Costa bezocht het gymnasium en ging op zijn zestiende jaar naar het Athenaeum Illustre, de voorganger van de Universiteit van Amsterdam. Hij werd lid van het Amsterdams Studenten Corps. Hij deed zijn kandidaatsexamen oude talen, maar geen doctoraalexamen. Zijn doctorstitel is hem in december 1898 honoris causa verleend op voordracht van prof. S.A. Naber, vooral vanwege de studieboeken die hij schreef, deels samen met dr. J. van Leeuwen jr..
In 1881 stond Maurits Benjamin Mendes da Costa samen met Frank van der Goes aan de wieg van het literaire genootschap Flanor.
In 1891 werd Mendes da Costa aangesteld als conservator aan de Universiteitsbibliotheek van Amsterdam. Hij werkte daar aan de handschriften-collectie.
Mendes da Costa was een groot liefhebber van het toneel, en ook een bekend regisseur van toneelwerken van Griekse en Romeinse schrijvers, zoals Koning Oedipus en Antigone van Sophocles en Plautus' Spookhuis.